# Giovanni Bonfanti
Giovanni Bonfanti, né le 17 janvier 2003 à Milan en Italie, est un footballeur italien qui évolue au poste de défenseur central à l'Atalanta Bergame.

## Carrière

### En club
Formé à l'Atalanta Bergame, il est prêté en été 2021 à la Sampdoria mais il a joué avec l'équipe des moins de 19 ans. 
En été 2022, il est prêté à l'USC Pontedera qui joue en Serie C où il a joué 23 matchs. 
Le 25 novembre 2025, il fait ses débuts avec l'équipe première de l'Atalanta Bergame en entrant à la 76' à la place de Sead Kolašinac lors de la défaite à domicile 2-1 contre Napoli en Serie A. 
Le 14 décembre 2023, il joue son premier dans les compétitions européennes en Ligue Europa contre le Raków Częstochowa et marque à l'occasion son premier but avec les pros et l'Atalanta gagne en Pologne 4-0.
Le 9 août 2024, il est encore une fois prêté à Pisa SC qui joue en Serie B. Il joue son premier match le 17 août lors d'un match nul à domicile contre Spezia Calcio .

### En sélection
En juin 2024, il participe avec les espoirs au tournoi Maurice-Revello où il a joué 3 matchs. Le 15 octobre, il joue contre l'Irlande dans les éliminatoires de l'Euro espoirs 2025.